# Jean-François Gillet
Jean-François Gillet (född 31 maj 1979) är en belgisk fotbollsspelare som spelar för Standard Liège. 
I Belgiens fotbollslandslag debuterade han 2009, vid 30 års ålder. Han är en skicklig målvakt som anses vara expert att rädda straffar.

## Klubbkarriär
Gillet flyttade till Italien 1999 för att spela för Monza. Inför säsongen 2000/01 skrev han på för AS Bari.